# Ptolémée XI
Pour les articles homonymes, voir Ptolémée (homonymie).
Ptolémée XI Alexandre II  est un souverain lagide ayant régné sur l'Égypte en -80. Il naît en -105/-104, fils de Ptolémée X Alexandre Ier  et de mère inconnue (certains spécialistes avancent Cléopâtre V Sélène Ire ). Il est envoyé à Cos en -103 et fait prisonnier avec son cousin Ptolémée roi de Chypre (-80/-58) par le roi du Pont, Mithridate VI lorsque celui-ci s'empara de l'île au printemps -88. Pendant sa captivité, il est élevé à la cour royale du Pont ; il profite d'une entrevue entre Mithridate VI et le Romain Sylla (ou Lucius Cornélius Sulla) pour s'échapper et rejoindre ce dernier. Après la mort de Ptolémée IX Sôter II  Lathiros, il est le seul héritier masculin légitime au trône d'Égypte. Début -80, Sylla l’impose aux Alexandrins comme roi.
Aucune titulature n'est connue pour ce roi.

## Règne
Il est contraint de partager le pouvoir en épousant Bérénice III Philopator, la fille de Ptolémée IX, veuve de Ptolémée X (elle était donc sa cousine et sa belle-mère). Au bout de 47 jours de règne, il fait assassiner Bérénice mais provoque ainsi la révolte de l'armée qui l'égorge dans le gymnase principal de la ville d'Alexandrie. 
Le fils naturel de Ptolémée IX, Ptolémée XII Aulète, lui succède mais n'est pas reconnu par les Romains qui affirment être, en vertu d'un prétendu testament, les héritiers de Ptolémée XI. 